# 아파치 하이브
아파치 하이브(Apache Hive)는 하둡에서 동작하는 데이터 웨어하우스(Data Warehouse) 인프라 구조로서 데이터 요약, 질의 및 분석 기능을 제공한다. 초기에는 페이스북에서 개발되었지만 넷플릭스 등과 같은 회사에서 사용되고 있으며 개발되고 있다.
아파치 하이브는 아파치 HDFS이나 아파치 HBase와 같은 데이터 저장 시스템에 저장되어 있는 대용량 데이터 집합들을 분석한다. HiveQL 이라고 불리는 SQL같은 언어를 제공하며 맵리듀스의 모든 기능을 지원한다. 쿼리를 빠르게 하기 위해 비트맵 인덱스를 포함하여 인덱스 기능을 제공한다.
기본적으로 하이브는 메타데이터를 내장된 아파치 더비(Derby) 데이터 베이스안에 저장한다. 그렇지만 MySQL과 같은 다른 서버/클라이언트 데이터베이스를 사용할 수 있는 선택권을 제공한다. 현재 TEXTFILE, SEQUENCEFILE, ORC 그리고 RCFILE 등 4개의 파일 포맷을 지원한다.

## 같이 보기
- 하둡
- 아파치 주키퍼
- 아파치 피그
- 아파치 HBase
- 아파치 스쿱